# Військовополонений

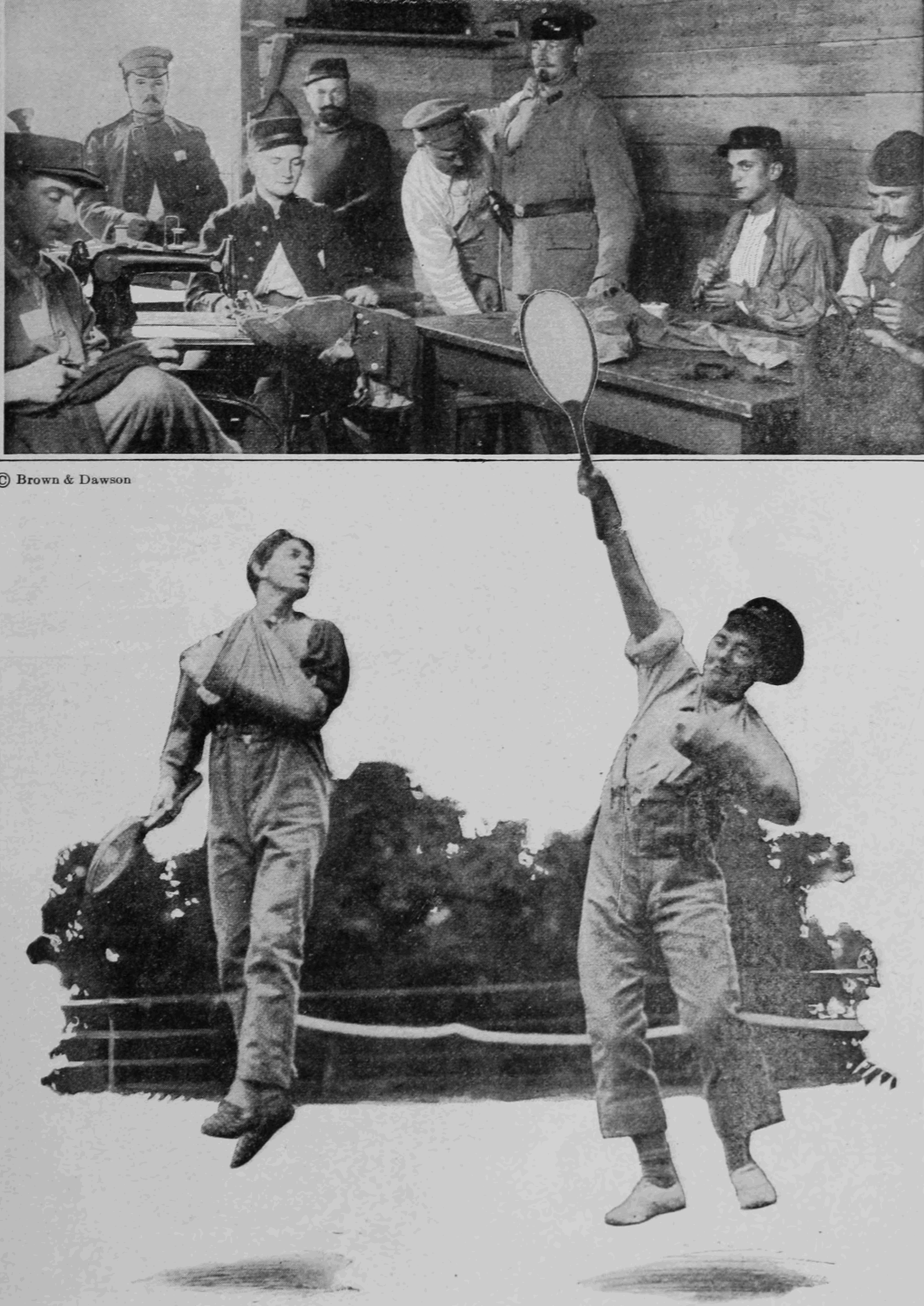
Військовополонені військ Антанти в полоні. Вгорі: російські полонені шиють німецьку військову форму; внизу — британські полонені грають в теніс. 1916

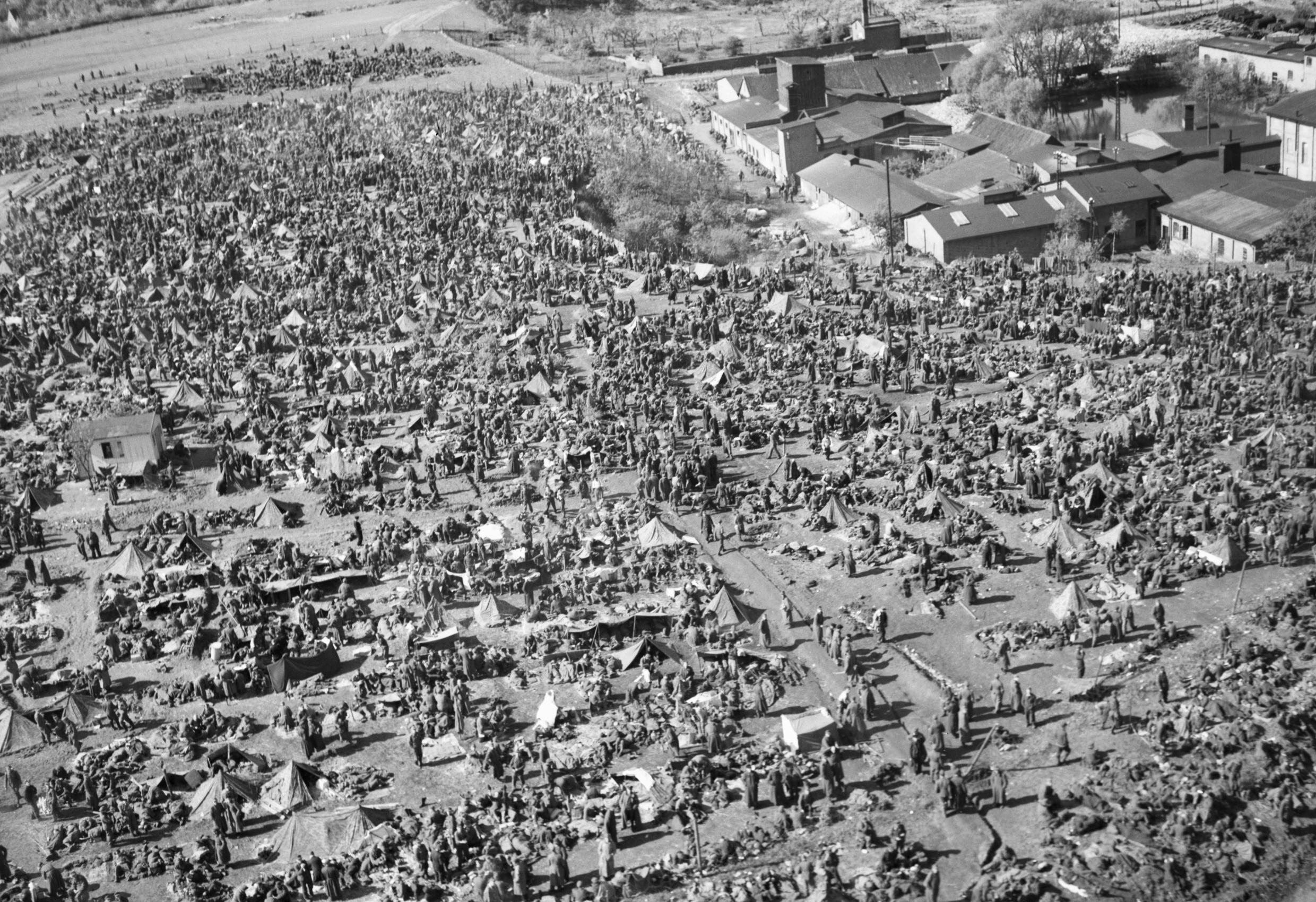
Табір військовополонених союзних військ для німецьких солдатів, що взяті до полону після капітуляції Німеччини. Район Гамбурга. 1945

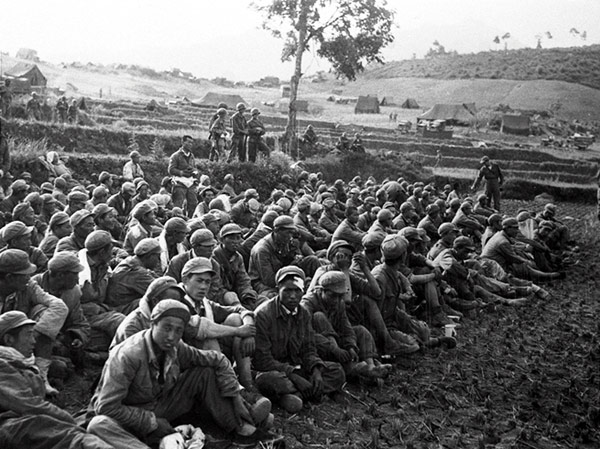
Китайські солдати-військовополонені. Корейська війна. 1950

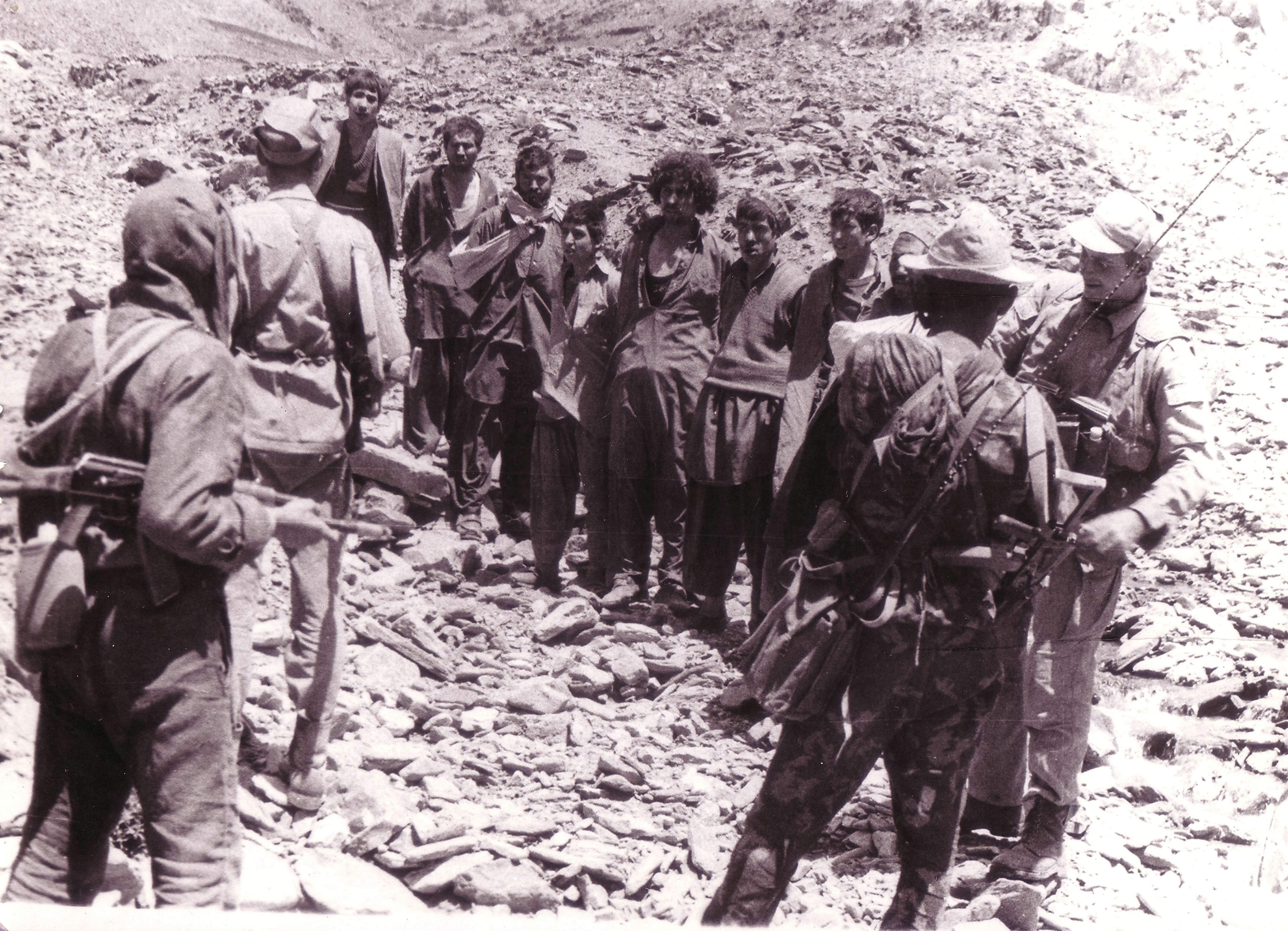
Радянська розвідувальна група СпП допитує полонених афганських моджахедів. 1987 рік

Військо́вополонений — у військовій справі та міжнародному праві — особа, що належить до Збройних сил сторони, яка перебуває в стані війни, добровольці, партизани, учасники руху Опору та інші комбатанти, а також деякі некомбатанти — військові кореспонденти, члени екіпажів торговельного флоту і цивільної авіації та інші, які під час війни опинилися у владі ворожої сторони.
До другої половини 19 століття в міжнародному праві не було багатосторонніх угод, які визначають режим військового полону. Перша така конвенція була прийнята на 1-й конференції миру в Гаазі у 1899 році. 2-га Гаазька конференція миру (1907) виробила нову, повнішу конвенцію.
Перша світова війна довела необхідність подальшої розробки норм військового полону, у зв'язку з чим, у 1929 була прийнята Женевська конвенція про військовополонених (СРСР не був її учасником). У 1949 була підписана Женевська конвенція про поводження з військовополоненими, спрямована на гуманізацію правил ведення війни.
Відповідно до чинних конвенцій [Положення про закони та звичаї сухопутної війни (додаток до 4-ї Гаазької конвенції 1907) і Женевська конвенція 1949 про поводження з військовополоненими] військовополонені знаходяться у владі ворожого уряду, а не окремих осіб або військових частин, і вони потребують гуманного поводження, яке категорично забороняє будь-яку дискримінацію за ознаками раси, національності, віри, статі, політичних поглядів, майнового стану тощо. Після закінчення воєнних дій військовополонені звільняються і репатріюються, за винятком осіб, проти яких було порушено кримінальне переслідування за скоєні злочини. Практика Першої і Другої світових воєн, інших війн та збройних конфліктів доводить, що практично в будь-яких державах, будь-які армії світу грубо порушують положення конвенцій про військовополонених.

### Визначення Женевської конвенції про поводження з військовополоненими
Женевська конвенція про поводження з військовополоненими визначає військовополонених як осіб, які потрапили в полон до супротивника та належать до однієї з таких категорій:
1. Особового складу збройних сил сторони конфлікту, а також членів ополчення чи добровольчих загонів, які є частиною цих збройних сил.
2. Членів інших ополчень та добровольчих загонів, зокрема членів організованих рухів опору, які належать до однієї зі сторін конфлікту й діють на своїй території або за її межами, навіть якщо цю територію окуповано, за умови, що ці ополчення або добровольчі загони, зокрема організовані рухи опору, відповідають таким умовам: a) ними командує особа, яка відповідає за своїх підлеглих; b) вони мають постійний відмітний знак, добре розпізнаваний на відстані; c) вони носять зброю відкрито; d) вони здійснюють свої операції згідно із законами та звичаями війни.
3. Членів особового складу регулярних збройних сил, які заявляють про свою відданість урядові або владі, що не визнані державою, яка їх затримує.
4. Осіб, які супроводжують збройні сили, але фактично не входять до їхнього складу, наприклад цивільних осіб з екіпажів військових літаків, військових кореспондентів, постачальників, особового складу робочих підрозділів або служб побутового обслуговування збройних сил, за умови, що вони отримали на це дозвіл тих збройних сил, які вони супроводжують, для чого останні видають їм посвідчення особи за зразком, наведеним у додатку.
5. Членів екіпажів суден торговельного флоту, зокрема капітанів, лоцманів та юнг, а також екіпажів цивільних повітряних суден сторін конфлікту, які не користуються більш сприятливим режимом згідно з будь-якими іншими положеннями міжнародного права.
6. Жителів неокупованої території, які під час наближення ворога озброюються, щоб чинити опір силам загарбника, не маючи часу сформуватися в регулярні війська, за умови, що вони носять зброю відкрито й дотримуються законів і звичаїв війни[1].

### Визначення міжнародного гуманітарного права
Українське законодавство також надає уточнене відповідно до сучасних норм міжнародного гуманітарного права наступне визначення: Військовополонені — комбатанти, які опинились в полоні під час міжнародного збройного конфлікту, незалежно від їхнього стану — здорові, хворі або поранені. Крім того, до військовополонених належать захоплені противником:
- особовий склад ополчень і добровільних загонів;
- особи, які на законних підставах прямують за збройними силами, але не входять до їхнього складу (цивільні члени екіпажів військових літальних апаратів, члени робочих команд і служб, на які покладено побутове обслуговування збройних сил тощо) та мають посвідчення особи встановленого зразка, вказаного у правилах застосування норм міжнародного гуманітарного права (МГП) щодо розпізнавання осіб і об'єктів;
- члени екіпажів торгових суден і літаків (вертольотів) цивільної авіації, якщо вони не користуються більшим пільговим режимом згідно з іншими положеннями МГП;
- населення неокупованої території, яке стихійно, за власним бажанням озброюється для боротьби з військами, що вторгаються, і яке не встигло сформуватися у регулярні війська (за умови відкритого носіння ним зброї та дотримання норм МГП)[2].

## Cтатус військовополонених в Україні
Україна є стороною усіх Женевських конвенцій 1949 р. (зокрема ІІІ ЖК про поводження з військовополоненими) і Додаткових протоколів I та II. Національне законодавство прямо посилається на міжнародні стандарти. Так, у Законах «Про оборону України» і «Про Збройні Сили України» визначено, що порядок поводження та тримання полонених має встановлюватися відповідно до норм міжнародного права (Женевських конвенцій)
На практиці українська влада декларує повну відповідність своїх дій МГП. Зокрема, у повідомленнях Координаційного штабу (створеного при Президентові) наголошується, що існуючі табори для полонених «утримують згідно з нормами Женевської конвенції та гуманітарного права» Підкреслюється, що за необхідності міжнародні делегації (МКЧХ, інші спостерігачі) мають доступ до місць ув’язнення Законом «Про воєнний стан» прямо вимагається, щоб тримання полонених здійснювалося з дотриманням зобов’язань України за міжнародними договорами і норм МГП.
Одночасно конвенційні гарантії про захист полонених від жорстокого поводження інтегровані в ККУ (як воєнний злочин) і адміністративне законодавство.

### Роль органів влади щодо військополонених в Україні
- Координаційний штаб із питань поводження з військовополоненими (при Президентові) – централізує всі питання обміну і звільнення полонених. За його даними, станом на початок 2025 р. в Україні діє п’ять державних таборів для військовополонених, які утримують «згідно з нормами Женевської конвенції»[7] Штаб формує списки, координує обміни з російською стороною та міжнародними партнерами, надає рекомендації центральним органам влади щодо політики з полоненими.
- Міністерство оборони України – опікується військовополоненими, захопленими в збройних формуваннях противника. Військова контррозвідка і Головне управління розвідки ЗСУ збирають інформацію про полонених, готують списки для обміну. Пунктами збору та первинного утримання займаються підрозділи військової служби правопорядку (колишня військова міліція): вони організовують супровід і охорону полонених від місця взяття під варту до слідчих ізоляторів або таборів.[8]
- Служба безпеки України  – залучена до процесу як розвідувальний орган та орган безпеки. СБУ проводить інтерв’ю із захопленими бойовиками (особливо з іноземними найманцями) і контролює, щоб утримання здійснювалось відповідно до законодавства. Наприклад, на пресконференціях СБУ показово організувала виступи полонених російських чи китайських воїнів, які підтвердили належні умови утримання.[9] СБУ також кооперується з органами військового та цивільного управління щодо визначення статусу тих, хто потрапив у полон (військовополонені чи інтерновані, злочинці) та надання їм правової оцінки.
- Міністерство юстиції України (Державна пенітенціарна служба) – відповідає за експлуатацію таборів та дільниць тримання полонених. Керівництво Мін’юсту затверджує процедури та слідкує за дотриманням стандартів ув’язнення. Депутатами та Мін’юстом було повідомлено, що побутові умови в таборах (наприклад, «Центр-5») відповідають усім вимогам МГП: окремі спальні місця, регулярне харчування, душові з гарячою водою, медичний догляд[10] . Саме Мін’юст забезпечує фінансування цих таборів та перевезення полонених залізницею в особливий період (за новими нормами всі витрати має брати на себе держава.[11]
- Міністерство закордонних справ – організовує зв’язки з іншими країнами та міжнародними організаціями з питань утримання й повернення полонених.[12] Зокрема МЗС проводить переговори про обмін полоненими та забезпечує передачу списків полонених до МКЧХ за міждержавними чи гуманітарними угодами.
- Офіс Уповноваженого Верховної Ради з прав людини (омбудсмен) – здійснює моніторинг дотримання прав військовополонених. Представники омбудсмана відвідують місця тримання полонених і звітують про порушення. Наприклад, у 2024 р. Уповноважений Дмитро Лубінець звернув увагу, що МКЧХ заявив про візити до понад 3100 полонених в Україні та РФ, але багато українських військовополонених досі не мали змоги зустрітися з делегаціями МКЧХ[13] Офіс омбудсмана також готує рекомендації щодо вдосконалення реєстру колишніх полонених, їх реабілітації тощо[14]